# Беран, Рудольф
Рудольф Беран (чеш. Rudolf Beran; 28 декабря 1887[…], Працеёвице — 28 февраля 1954, Леополдов, Трнавский край) — чехословацкий и чешский государственный и политический деятель. Премьер-министр Второй Чехословацкой Республики, первый премьер-министр Протектората Богемии и Моравии. После Второй мировой войны был осуждён за коллаборационизм вместе с Яном Сыровым и остаток жизни провел в тюрьме. Вместе с Яном Сыровым был реабилитирован в 2022 году.

## Биография

### Юность
Родился в Працеёвице, его отец был местным крестьянином и трактирщиком. Окончил высшую хозяйственную школу в Страконице и уже в молодости он принимал активное участие в аграрном движении. Позже он вступил в Аграрную партию. До того, как заняться политикой, сам управлял хозяйством своего отца. С 1906 года участвует в работе секретариата аграрной партии в Праге. Обладая хорошими ораторскими способностями, быстро завоевал авторитет у сторонников партии, в 1909 году становится руководителем молодёжной организации аграрников, близко сотрудничает с председателем партии Антонином Швеглой. Уже в 1915 году в возрасте 28 лет становится генеральным секретарем аграрной партии.

### Первая Республика
В ноябре 1918 года, после создания Чехословацкого государства, становится депутатом первого парламента страны — Революционного национального собрания Чехословакии. Был избран депутатом Палаты депутатов Национального Собрания на первых парламентских выборах в апреле 1920 года. Переизбирался и был депутатом 21 год вплоть до распада и немецкой оккупации страны в марте 1939 года.
Самая важная часть политической карьеры Рудольфа Берана началась после второго съезда Республиканской партии в конце июня 1922 года. Кульминацией съезда стали усилия по объединению политического аграрного движения, исторически укоренившегося на чешских землях, вместе с недавно сформировавшимся движением в Словакии и Подкарпатской Руси. Председатели Антонин Швегла и Милан Годжа объявили об объединении обоих движений в одну политическую партию, которую они назвали Республиканская партия земледельческого и мелкокрестьянского населения.
Был целиком сосредоточен на внутрипартийной работе, способствовал становлению её организационной структуре, росту численности партийных членов её и авторитета. В своем качестве также издавал «Сельскохозяйственную корреспонденцию», которая в первую очередь предназначалась для партийных функционеров. Начиная с 1925 года аграрная партия имела наибольшее представительство в парламенте. Благодаря этому, партия смогла провести ряд своих реформ, которые в основном касались области сельского хозяйства. Например, земельная реформа имела большой успех преимущественно в Подкарпатской Руси, где она во многом способствовала развитию местной экономики. В период после 1930 года в Чехословакии начал проявляться сельскохозяйственный кризис, когда Словакия, а также Моравия обратились за помощью к центральному правительству. В 1932 году были приняты законы, призванные ограничить влияние кризиса на сельское хозяйство и экономику в целом.
Уже с 1927 года Беран фактически руководит работой партии из-за тяжелой болезни её председателя Антонина Швеглы, после смерти которого в 1933 году, Беран становится сначала заместителем, а после январского съезда 1936 года становится председателем партии. В этом же году пытается противостоять Э. Бенешу на выборах президента Чехословацкой республики, выдвинув своего кандидата вместе с другими правыми партиями.
19 мая 1935 года партия издала предвыборный манифест, в котором содержались требования относительно будущей аграрной политики страны, главным образом завершения земельной реформы, правильной оценки сельскохозяйственного труда или передачи рудников в руки народа. Эти выборы стали проверкой того, насколько сильна партия и завоевала ли она доверие избирателей после сельскохозяйственного кризиса. Партии приходилось бороться с растущим влиянием и продвижением фашистов в сельской местности, особенно в западной и южной Чехии.
До и во время досрочных президентских выборов 1935 года партия подверглась большому давлению и критике из-за кандидатуры Богумила Немца, который выступал против Эдварда Бенеша. Партию оклеветали за якобы имевшее место сотрудничество с Судетонемецкой партии, клевета распространялись преимущественно из кругов социалистической и народнической печати. Эти действия посеяли недоверие к партии и к личности самого Берана. Партию критиковали также коммунисты которые назвали Богумила Немца фашистом и обвинили всю Республиканскую партию в сотрудничестве с фашистским движением. Однако созданный «Декабрьский блок» (объединивший в себе Республиканцев-аграрников Берана, Национальное фашистское сообщество Радолы Гайды, Национальное объединение Карела Крамаржа, Чехословацкую торгово-предпринимательскую партию среднего класса и Глинкову словацкую народную партию) распался ещё до окончательного голосования в парламенте, и попытка правых партий провести своего кандидата не удалась.
Беран старался иметь не конфронтационный подход к немецкому народу. Берана начали воспринимать как предателя в 1938 году, когда он предложил чехословацкому правительству принять в свои ряды лидера Судетонемецкой партии Конрада Генлейна. Кроме того, в журнале «Село» (чеш. Venkov) была опубликована статья самого Генлейна, в которой он обвинял чехословаков в непонимании немцев, не желавших быть в составе Чехословакии после 1918 года. После войны в 1947 году Беран заявил перед судом, что он не знал о этой публикации и что это произошло без его ведома. И что этим воспользовались коммунисты, чтобы опорочить его персону и всю партию. «Народные листы» обвинили его в поддержке идеи тоталитаризма. Берана призвали публично выступить и объяснить, что он думает о немецком меньшинстве, но он заявил, что не откажется от чего-либо из своей речи. Как только дискуссии по поводу речи Берана утихли, коммунисты обнаружили документ, в котором депутат Рудольф Сланский в парламентском запросе просил объяснить встречу Берана с немецким посланником Эрнстом Эйзенлором.
Политические взгляды Берана в этот период все больше склоняются в сторону гитлеровской Германии. Он стоит в твёрдой оппозиции к внешнеполитическому курсу Бенеша, ориентированного на Францию и Англию.

#### Родная деревня
Старался в полной мере использовать своё положение, помогая родным Працеёвицам, где только мог. Например, во время учебы в экономической школе в Працеёвице он основал Общество улучшения животноводства. Позже у него был полуприцеп и все дороги в поселке заасфальтированы. Рудольф Беран также интересовался кооперативами. В 1928 году в Працеёвице была создана первая муниципальная молотилка, двигатель для которой подарил Рудольф Беран. Позже были закуплены и другие распространенные молотилки, сначала с бензиновым приводом, после электрификации с электроприводом.
С 1928 по 1932 год по инициативе Берана была проведена мелиорация и осушение земель всех фермеров села. Для этой цели Рудольф Беран получил субсидию от Министерства сельского хозяйства и Регионального административного комитета, которая покрыла 55% затрат. Проект мелиорации он оплатил самостоятельно, что составило тогдашних 6800 крон. Благодаря ему бесплодные участки муниципальных пастбищ «В Ямках» также были засажены лесом. Все деревья были предоставлены инициатором бесплатно. Благодаря влиянию Барана село также было электрифицировано, была построена канализация и современный водопровод.

### Вторая Республика
Подписание Мюнхенского соглашения 30 сентября 1938 года вызвало тяжёлый внутриполитический кризис в Чехословакии. Первая Республика пала. 5 октября президент Бенеш подал в отставку и покинул страну. В этих условиях Беран, используя свой авторитет и авторитет партии, предпринял ряд мер, которые привели его к власти.  Важнейшим шагом в этом направлении стало создание Партии национального единства. Она возникла в ноябре 1938 года путём объединения аграрной партии с рядом мелких правых партий, движений и организаций, и ставила своей программной задачей создание авторитарного государства (т. н. «авторитарная демократия»). В первом документе новой партии, опубликованной в газете «Село» писали: «Новое движение хочет народное правительство, но также правительство дисциплины и порядка. Оно хочет сконцентрировать и направить национальные силы и выразить эту волю посредством авторитарной демократии: быстрой и эффективной, жесткой по отношению к тому, что разочаровало и ослабило, демократии действий, а не слов». Председателем партии стал Рудольф Беран.
Во время празднования 20-летия независимости Чехословакии в октябре 1938 года, выступил с речью, в которой подчеркнул, что, несмотря на неблагоприятный период, граждане Чехословакии должны оставаться верными демократическим принципам и что хотя они должны доверять своим союзникам, но главным образом должны полагаться только на самих себя.
Берану было поручено предложить кандидатуру на пост президента бывшему главе административного суда Эмилю Гахе, который, в свою очередь, хотел, чтобы Беран сформировал новое правительство, особенно из людей, уже политически активных, но Беран на это не согласился. Тот хотел правительство, в котором были бы эксперты. После избрания президента Гахи, Рудольф Беран был назначен новым премьер-министром Чехословакии. Так сформировалась Вторая Республика, которая отказалась от идей «Масариковского демократизма» и унитаризма. Государство постепенно склонялось к авторитаризму, а также было вынуждено предоставить автономию Словакии и тем самым стать федеративным государством.
Правительство Берана прекрасно осознавало тяжелое положение, в котором оказалось Чехословацкое государство после Мюнхенского соглашения, но считало, что у нации достаточно сил, чтобы выдержать и решить этот кризис. Беран призывал население сотрудничать и не сдаваться морально. Но для него одного эта ситуация была очень сложной и доставляла ему много беспокойства. Чтобы правительство могло эффективно и максимально быстро решать поставленные задачи, оно запросило у парламента полномочия на управление государственными делами сроком на 2 года согласно т.н «уполномочивающему закону» (конституционный закон, согласно которому правительство имело право изменять или дополнять законы постановлениями правительства, а президент мог даже изменять текст конституции). Ожидание Германии, что Чехословакия присоединится к оси Берлин-Рим и аннулирует союзные договоры, которые она имела с Францией и Советским Союзом, стало совершенно неприемлемым для правительства Барана. Таким образом правительство оказалось в сложной ситуации, когда оно было вынуждено сотрудничать с Гитлером, но не желало слепо выполнять все его ультиматумы.

### Протекторат Богемии и Моравии
История Второй Республики закончилась в ночь с 14 на 15 марта 1939 года оккупацией Чехии войсками Вермахта и созданием самостоятельного словацкого государства под руководством Йозефа Тисо. Для Берана это был главным поворотным моментом в жизни. В тот день он чувствовал себя уничтоженным, преданным и апатично лежал дома в постели. Впоследствии подал тот в отставку от имени себя и всего правительства. Тот также категорически не был согласен с подписью Гахи, который отправился в Берлин подписывать протекторат вместе с Гитлером. Однако вместе с некоторыми другими политиками он оставался на мнимой государственной работе до прибытия рейхспротектора Константина фон Нейрата. Все попытки Берана сохранить видимость независимого государства в союзе с гитлеровской Германией потерпели неудачу. 15 марта Беран как премьер-министр встречал в Праге Гитлера, генерала Бласковица и рейхспротектора фон Нейрата. Был назначен на должность председателя правительства Протектората Богемии и Моравии.
В этот период был в контакте с группой чехословацкого сопротивления «Защита нации». В апреле 1939 года был сменён на своем посту генералом Алоисом Элиашем, после чего уехал в своё хозяйство в Працеёвице, а также ушёл из активной политической и общественной жизни, но сохранил контакты с частью представителей протектората и сопротивлением, которое также поддерживал финансово. Однако продолжал интересоваться политическими вопросами, пользуясь своим знакомством с президентом Гахой, ходатайствовал об освобождении арестованных гестапо.
Во время войны он был членом организации сопротивления «Политического главное управление», в чью задачу входил сбор и передача разведанных правительству в изгнании. Был одним из заместителей председателя организации, за эту деятельность был арестован гестапо в мае 1941 года и в апреле 1942 года приговорён народным судом в Берлине к 10 годам тюремного заключения и штрафу в размере 100 000 марок (1 000 000 крон) за подстрекательство к измене, главным свидетелем против него был Карл Герман Франк.
В августе 1943 года переведён в тюрьму Панкрац в Праге. В сентябре 1943 г. государственный министр по делам имперского Протектората Богемии и Моравии обергруппенфюрер СС К. Г. Франк потребовал от Берана однозначного ответа на ряд вопросов политического характера — его отношение к президенту в изгнании Бенешу, оценка чехословацко-советских взаимоотношений и других. После того, как Беран письменно ответил на 8 поставленных вопросов, тот был в декабре 1943 года выпущен из тюрьмы, и доставлен домой в Працеёвице, где находился под домашним арестом, вплоть до 6 мая 1945 года, когда его деревню освободили американские войска.

### После войны
Вскоре после окончания войнвы, 19 мая 1945 года был арестован по обвинению в антинародной деятельности и сотрудничестве с гитлеровским режимом. Вместе с ним был арестован Йозеф Черный, однопартиец Берана и межвоенный министр внутренних дел Чехословакии.
Находился в предварительном заключении до апреля 1947 года, когда Национальный суд приговорил его к 20 годам строгого режима и конфискации всего имущества, которое он даже не успел вернуть после окончания войны. Судебный процесс занял много времени главным образом потому, что не было никаких существенных доказательств, которые могли бы быть достаточно достоверными. В своем письме из тюрьмы он описывает, как с ним обращались, и сохранял оптимизм и надежду, что дела пойдут лучше. Подсудимых судили в основном за действия с периода объявления частичной мобилизации (май 1938 года) до объявления протектората (март 1939 год). Однако в обвинительном заключении содержались и данные 1926 года, когда в правительстве участвовали немецкие активистские партии, что было воспринято как очевидная приверженность к немцам (хотя это было частью тогдашней демократической жизни страны). В обвинительном заключении упоминалась статья Генлейна в газете и речь Берана о немецком меньшинстве в 1938 году. Ему также была засчитана встреча с немецким посланником Эйзенлором. Берана обвинили в желании контролировать всю власть в государстве, в опоре на фашистские движения и сотрудничестве с Гитлером. Создание Партии национального единства было воспринято здесь как проявление тоталитаризма. Процесс был пропитан духом послевоенного сведения счётов, а также в духе коммунистической пропаганды. Функционеры коммунистической партии пыталась скрыть любые показания, говорящие в пользу Берана, процесс был сконструированный, и результат был известен с самого начала. На свидетелей оказывалось воздействие, в том числе путем физического принуждения.
Во время основного процесса, проходившего с конца января по начало апреля, Беран произнес длинную защитную речь, в которой попытался опровергнуть все пункты обвинения. Беран отвергал обвинение, и присяжные были очень потрясены, поскольку им было дано указание, что тот должен получить максимально возможный срок. Йозефа Черного полностью оправдали. Беран был признан виновным, среди прочего, в приветствии рейхспротектора Нейрата в апреле 1939 года, речи, которые ему пришлось произносить тогда, считались преступлениемю. Вторым преступлением стала продажа оружия Германии, совершенная под принуждением и без первоначального намерения продать оружие немцам. Его также предлагали Великобритании, Франции и Румынии. Половину срока ему пришлось отбыть в тюрьме в специальных исправительно-трудовых подразделениях. Его доставили в тюрьму в Панкраце, где с ним обращались бесчеловечно. Сразу после прибытия, его избили дубинкой и подвергли сильному психологическому давлению. Ему не разрешали выйти на улицу, не разрешали мыться или бриться. Во время пребывания у него не было доступа к печати, ему не разрешалось иметь даже бумагу и карандаш. Допросы, которые ему приходилось проходить, часто длились часами без перерыва. Он сравнил методы, которые ему пришлось пережить, с методами, используемыми гестапо. Расследование для Национального суда проводили не судебные следователи, а полиция. В своем письме семье, которое он первоначально адресовал сельскохозяйственной общественности, он подчеркивал идею демократии и не забывал побудить чехословацкую нацию. Он также подчеркнул, что люди должны держатся и работать вместе. Он также подчеркнул, что необходимо поддерживать традицию аграрных групп. В письме он просит предоставить для своей семьи материалы, которые могли бы помочь в его защите.
Пострадавшей от коммунистического режима стала и жена Берана, которую обвинили в том, что она не отдала во время конфискации имущества все семейные драгоценности, картины и другие предметы, в том числе иностранную валюту. В 1951 году её приговорили к 6 годам лишения свободы. Её также называли врагом нового социалистического государства.

### Смерть
В январе 1954 года заболел гриппом и из-за плохих тюремных условий, преобладавших во время и до лечения, скончался 28 февраля 1954 года. Барана не похоронили в собственной могиле, а лишь рядом с тюрьмой Леопольдов, где выставили лишь имена умерших. Однако вместе с началом эпохи Нормализации эту «могилу» сровняли с землей.

### Реабилитация
Вопрос о необходимости реабилитации Берана, тщательно рассматривается в книге чешского историка Ярослава Рокосского «Рудольф Беран и его время».
По инициативе внучатого племянника генерала Яна Сырового, в 2021 году городской прокурор Праги внёс предложение о разрешении возобновить уголовное производство. Однако, 14 декабря 2021 года городской суд Праги отклонил это предложение. Прокурор Якуб Бацка обжаловал это решение. Коллегия Верховного суда Чехии под руководством Владимира Стиборжика приняла его возражения. Он признал, что на судебное разбирательство в отношении Сырового и Берана оказали давление и поэтому приговор следует отменить. Судьи также выявили ряд других нарушений, которые были подробно описаны постановлении. Хотя первоначальное ходатайство было направлено только по делу генерала Яна Сырового, судьи Верховного суда пришли к выводу, что причины повторного рассмотрения дела в равной степени были в пользу Рудольфа Берана, и поэтому отменили приговор и по его делу. В июле 2022 года уголовное дело в отношении Яна Сырового и Рудольфа было прекращено.

## Награды
- Премия Вацлава Бенды (2011 год, посмертно) — от Института изучения тоталитарных режимов[16].